# Siggesta gård

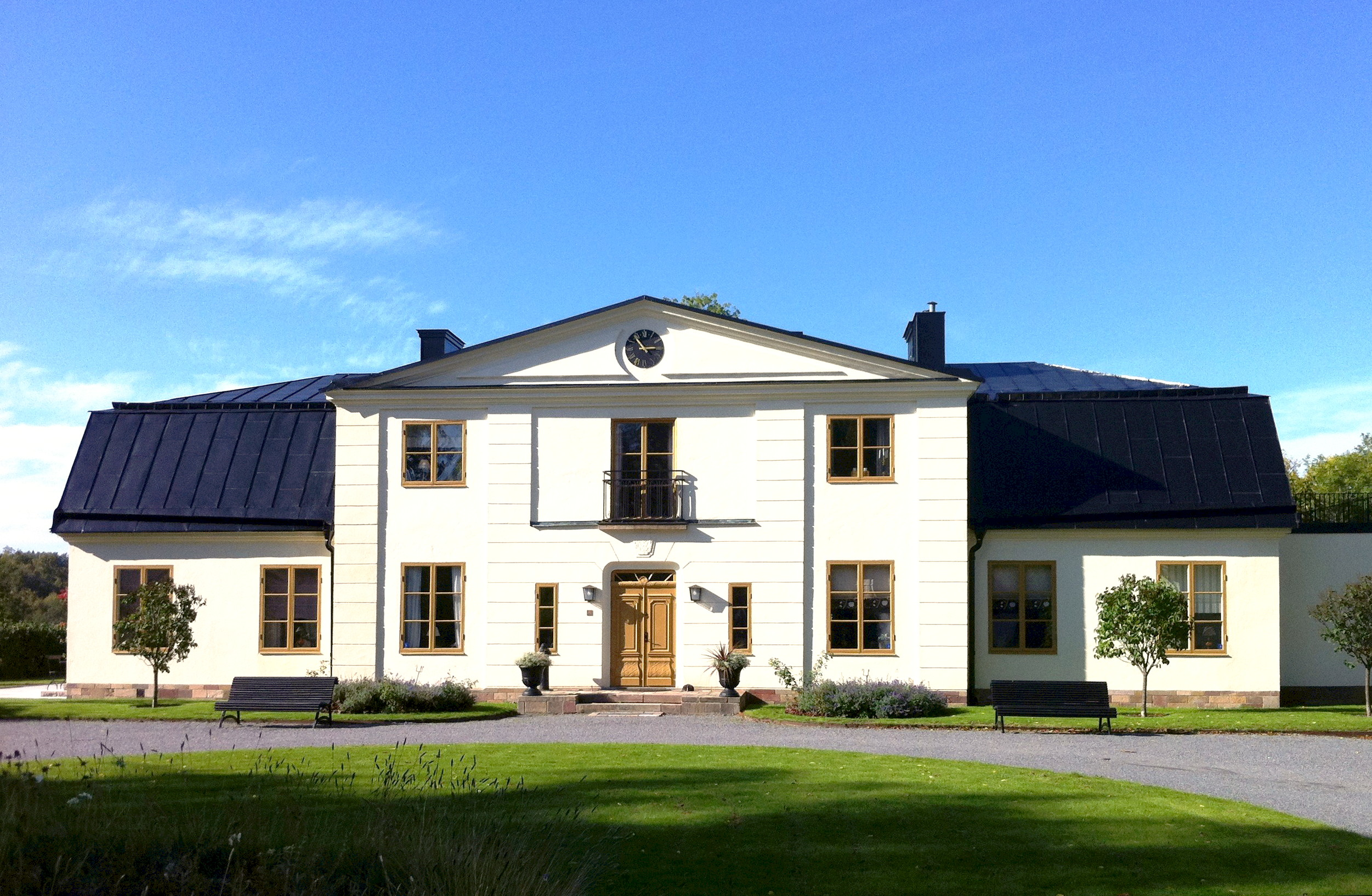
Huvudbyggnaden

Siggesta gård är en herrgård med lantbruk samt turist- och fritidsverksamhet i Värmdö kommun öster om Stockholm. Gården, som ligger i en gammal kulturbygd, är dokumenterad från år 1323. 
Det finns en folklig tradition att socknens första kyrka skulle ha funnits vid Siggesta, men det finns inga uppgifter som bekräftar detta. I Siggestas närhet finns tio dokumenterade gravfält med 85 gravar. Området har troligen varit bebott sedan järnåldern och vendeltid, cirka 550–800 e. Kr. I närheten av gården finns även en 900 år gammal ek.
Enligt Beskrifning öfver Stockholms län ska gården under medeltiden ha tillhört släkten Vasa, varefter den skänktes till kyrkan. I samband med reformationen återgick gården i Vasaättens ägo. Kung Erik XIV skänkte därefter gården till Jakob Bagge d ä, vars släkt ägde gården in på 1600-talet. I ägarlängden finns, enligt samma källa, även bland andra släkterna  Svinhufvud, Fleming (1662) och von Scheven (1770).
En tidigare huvudbyggnad revs år 1732, då ägaren Gabriel Cronstedt uppförde en ny mangårdsbyggnad. Den i sin tur förföll och revs 1872. Runt sekelskiftet 1900 byggdes flera nya ekonomibyggnader och arbetarbostäder vid gården, men den nuvarande huvudbyggnaden uppfördes först år 1938. Den ritades i 1700-talsromantisk stil av arkitekten W Nathanson.
Gården ägs sedan år 1990 av finansmannen Olof Stenhammar, som har utvecklat verksamheten med bland annat konferenslokaler i herrgården samt restaurang, konsertlokal, butiker och ridskola i intilliggande byggnader.

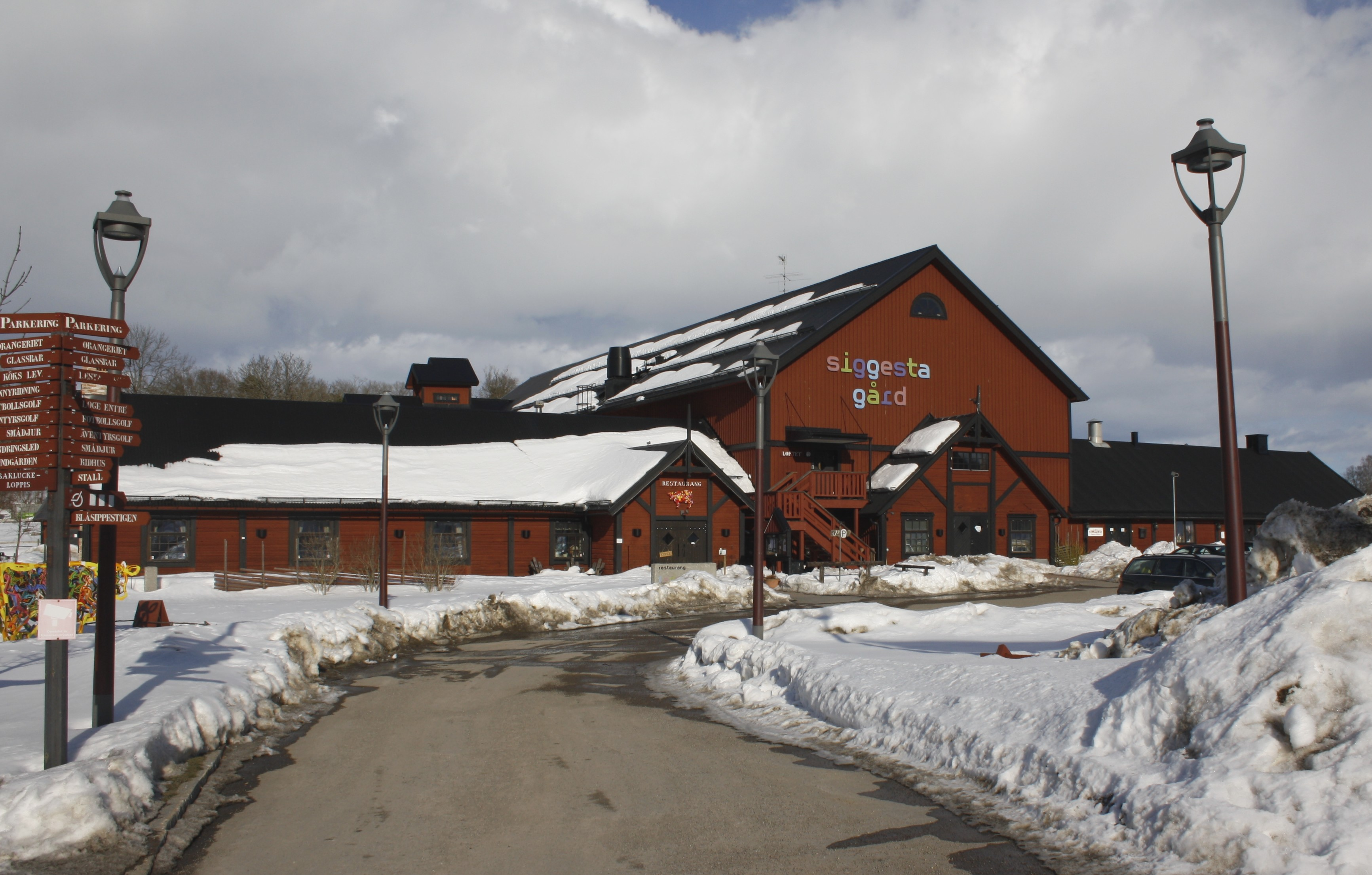
Siggesta gårds restaurang och konsertlada, mars 2010.
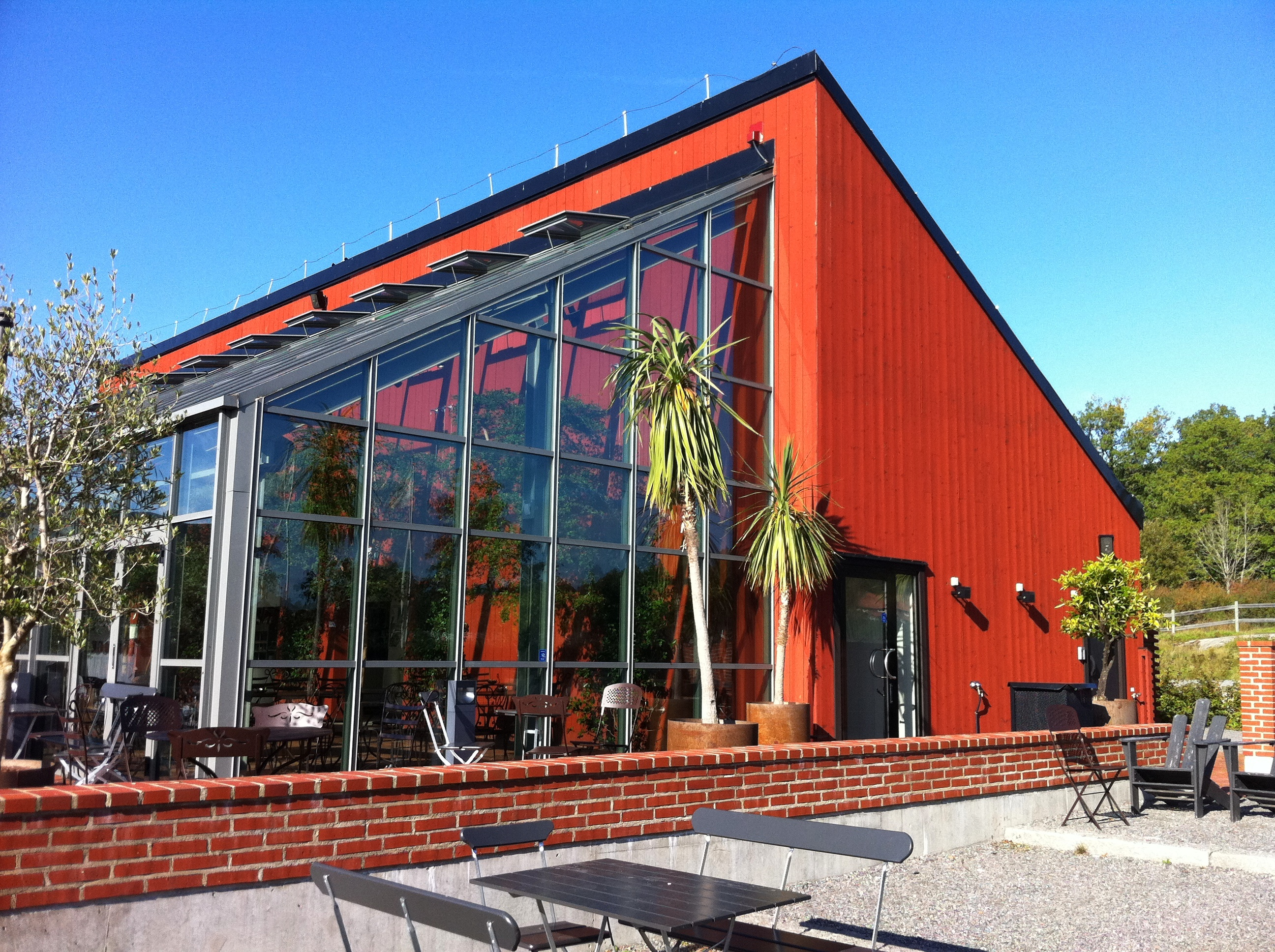
Orangeriet.
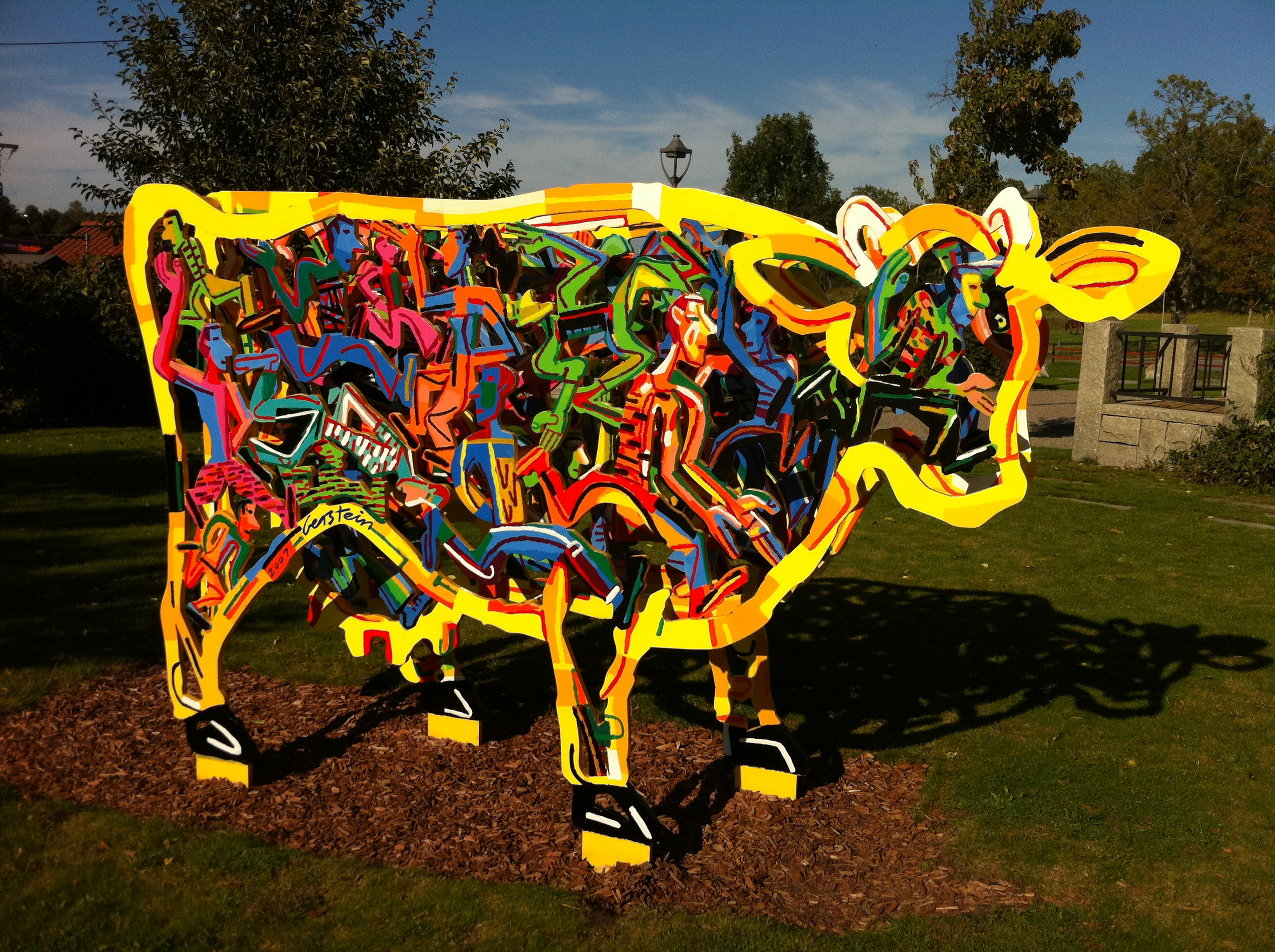
(Ko)nst av David Gerstein
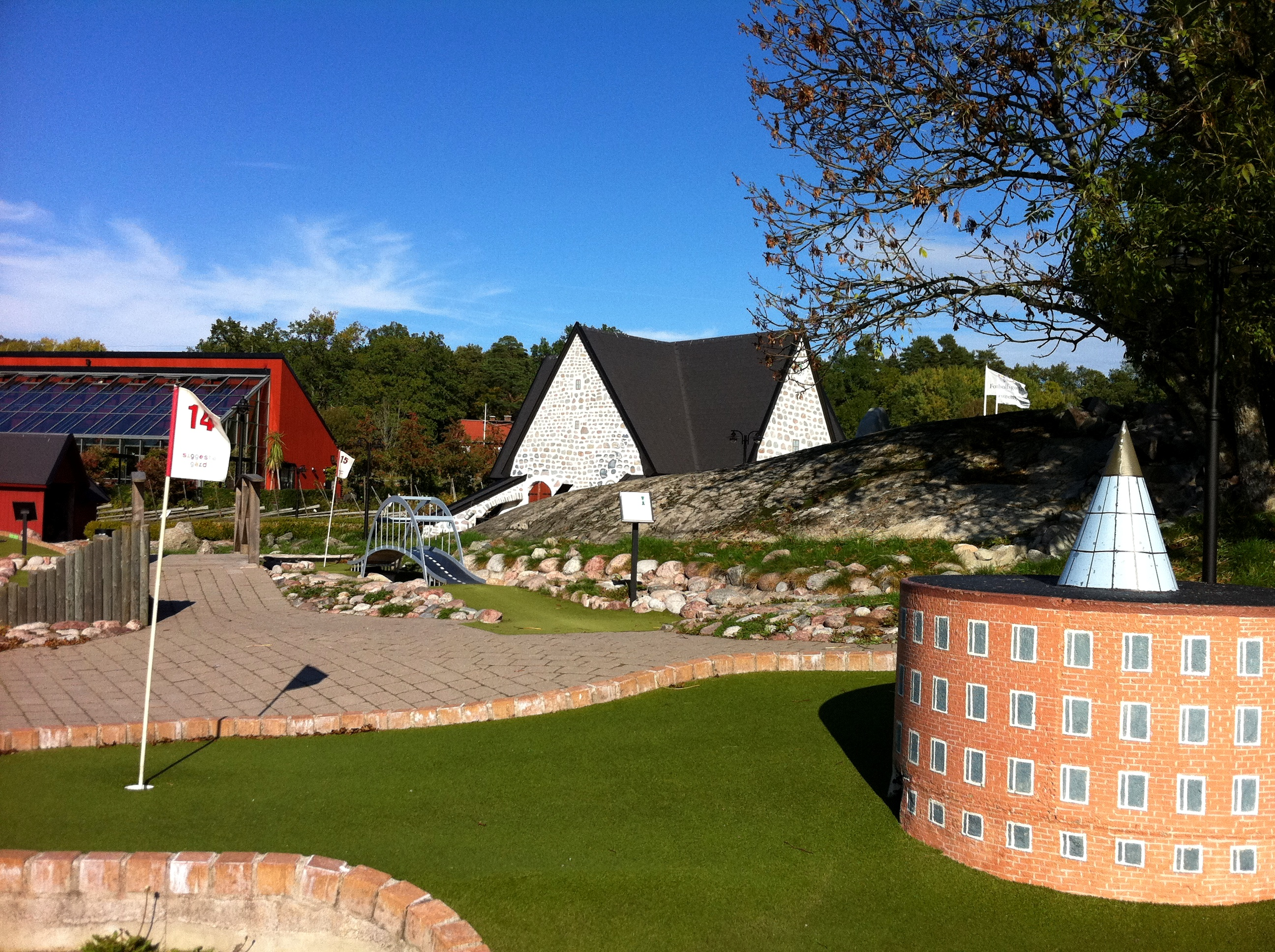
Minigolf "Värmdö Runt"